# Arazzi della basilica di Santa Maria Maggiore
Gli Arazzi di Santa Maria Maggiore sono un ciclo di venticinque arazzi di varie misure realizzati artisti e artigiani tessili differenti e conservati presso la basilica di Santa Maria Maggiore di Bergamo. Gli arazzi coprono le pareti della basilica originariamente decorate con affreschi, e si possono dividere tra quelli di scuola fiorentina e di scuola fiamminga, anche questa suddivisa in due sezioni a secondo della loro storia e aspetto.

## Storia e descrizione
Dall'XI secolo ebbe inizio la lavorazione di manufatti che riproducevano su tessuto di lana arricchito con fili d'oro e di seta, disegni preparatori impreziosendoli. Inizialmente furono usati per coprire pareti rovinate, e a volta noleggiati per un breve periodo e poi riconsegnati all'artigiano arazziere, fino a diventare veri arredi murali.

Già nell'inventario del 1449 viene indicata la presenza di drappi che coprivano le panche «quatuor banchaleria viridia figurata seu vergata», e nel 1521 viene indicata la presenza di “spalere”. 
(Angelo Meli 1962)

Negli ultimi decenni del XVI secolo, i rettori della congregazione della Misericordia Maggiore voleva trovare la soluzione ottimale di decorare la basilica mariana durante particolari festività liturgiche: 
(29 gennaio 1580- Archivio della Fondazione MIA)

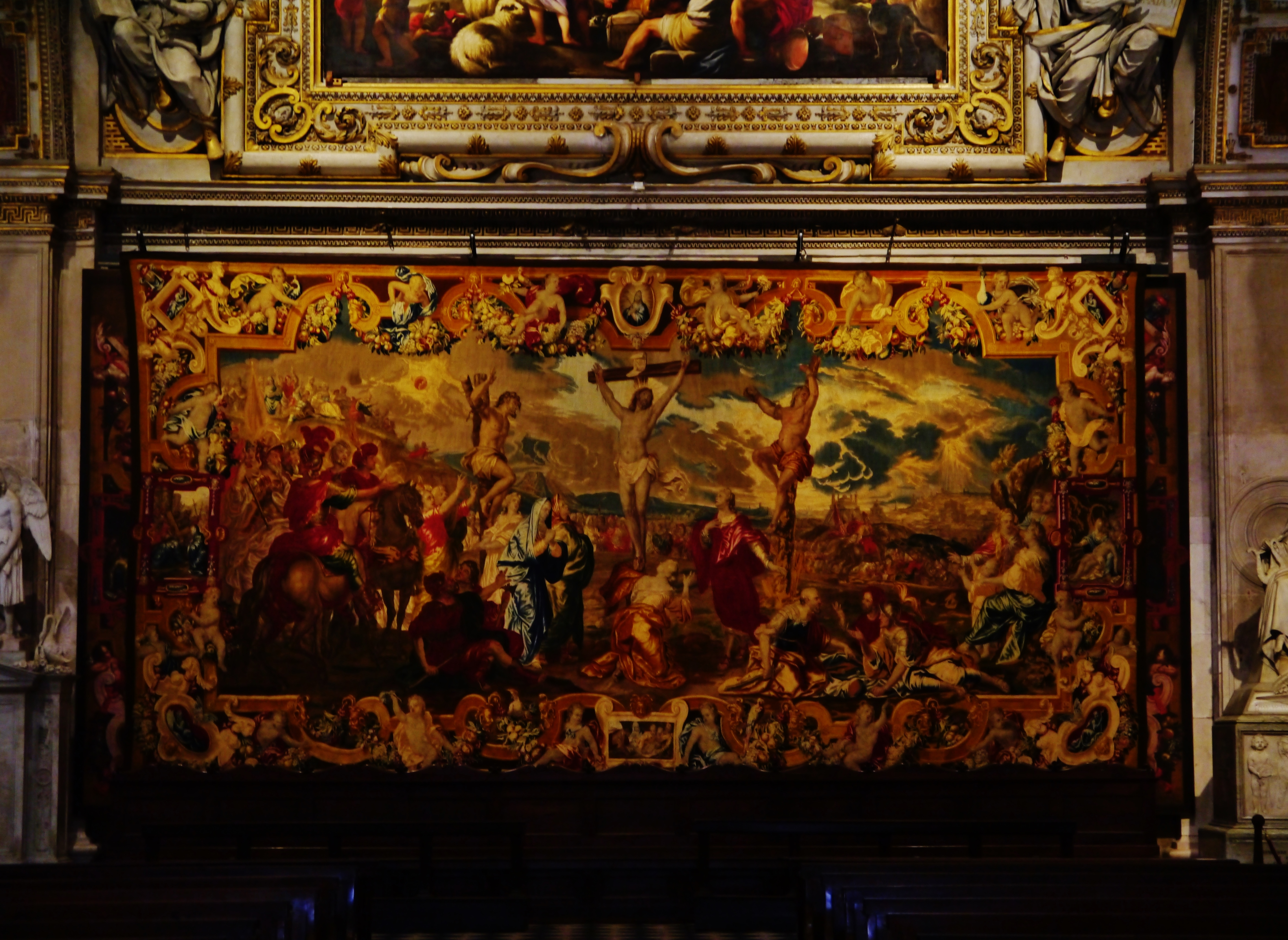
La crocifissione-Innen Langhaus West Teppich

Furono commissionati ben 25 arazzi a tre scuole differenti: quelle del Cinquecento delle Fiandre e medicea a tema profano e seicentesca fiamminga. Secondo lo storico Hans Geisenheimer a Firenze si tesseva come nelle fiandre e tra i velettai vi era un certo Girolamo di Costantino Biffi, bergamasco, che teneva i contatti con gli artigiani medicei, fu lui il tramite con i rettori della basilica e anche il personaggio che poteva esser di controllo.

### Arazzi fiamminghi
La serie degli arazzi fiamminghi si presenta eterogenea sia nel soggetto che nella confezione. Questi si possono dividere in due gruppi, uno composto da tredici arazzi, e uno tre a tema sacro. I due gruppi si possono dividere ulteriormente.
Il primo gruppo si compone di 13 arazzi a carattere profano divisi su tre cicli. I primi otto furono realizzati in un laboratorio del nord Italia, e facevano parte di quegli arredi definiti “spalliere”. La loro raffigurazione profana fa pensare che quanto indicato dai sindaci della congregazione della Misericordi Maggiore in riferimento alla loro raffigurazione sacra poteva essere violato, sei di questi sono ad adornare le cantorie, questi, infatti, non furono ordinati direttamente dai sindaci ma acquistati da mercati di passaggio nella città orobica, vengono infatti indicati come “vecchi” e “usati”. I primi quattro conservati sui parapetti delle cantorie furono acquistati con delibera del 23 agosto 1627. Questi sono di fattura cinquecentesca e il simbolo «MIA» apposto solo successivamente. Secondo la storica Dahnens presentano assonanze con le opere di Pieter Coecke van Aelst
La seconda serie è una trilogia a carattere sacro. Risulta che fossero poi acquistati altri pezzi fino al 1672, che forse hanno coperto quelli precedenti.

### Arazzi fiorentini
I primi nove arazzi raffiguranti le Storie della Vergine e dell'Infanzia di Cristo furono realizzati tra il 1580 e il 1586 su disegno di Alessandro Allori a Firenze dove l'attività dell'arazzeria aveva raggiunto un grande sviluppo. I primi tre lavori furono sicuramente realizzati su disegno dell'Allori, altri con la collaborazione del Pinoni e Giovanni Maria Butteri.

I primi tre arazzi furono Natività, Adorazione dei Magi e Fuga in Egitto furono eseguiti nel 1583, e sicuramente realizzati sui cartoni preparatori dell'Allori. Presentano particolari già presenti negli affreschi dell'artista presenti nella villa medicea di Poggio a Caiano.

### Trilogia fiamminga
La trilogia realizzata tra il 1696 e il 1698 è a carattere sacro.
Il grande arazzo della Crocifissione è posto sulla parete di fronte all'altare maggiore, sotto il dipinto di Luca Giordano Passaggio del mar Rosso, e fu eseguito dopo in Fiandra dall'artigiano Giovanni Regelburg su disegno di Luca Van Schoor, nel 1698 che eseguì anche Signore che parla a Mosè sul monte Oreg e l'Immacolata, poste sulle pareti laterali della zona presbiteriale.